# Кенти
Кенти (пол. Kęty) — місто в південній Польщі, на річці Сола, притоці Вісли.
Належить до Освенцімського повіту Малопольського воєводства.

## Демографія
Демографічна структура станом на 31 березня 2011 року:
|          | Загалом | Допрацездатний вік | Працездатний вік | Постпрацездатний вік |
| -------- | ------- | ------------------ | ---------------- | -------------------- |
| Чоловіки | 9167    | 1675               | 6543             | 949                  |
| Жінки    | 10031   | 1671               | 6162             | 2198                 |
| Разом    | 19198   | 3346               | 12705            | 3147                 |

## Відомі особистості
В поселенні народився:
- Юсов Федір Сергійович (1915—1998) — український художник.